# Chesterita
La chesterita és un mineral de la classe dels silicats.

## Característiques
La chesterita és un inosilicat de fórmula química (Mg,Fe)17Si20O54(OH)₆. Cristal·litza en el sistema ortoròmbic. La seva duresa a l'escala de Mohs es troba entre 2 i 2,5.
Segons la classificació de Nickel-Strunz, la chesterita pertany a «09.DF - Inosilicats amb 2 cadenes múltiples periòdiques» juntament amb els següents minerals: clinojimthompsonita, jimthompsonita, ierxovita, paraierxovita, tvedalita, bavenita i bigcreekita.

## Formació i jaciments
Va ser descoberta l'any 1977 a la pedrera Carlton, a Chester, al comtat de Windsor, Vermont (Estats Units). Sol trobar-se associada a altres minerals com: clinojimthompsonita, jimthompsonita, antofil·lita, cummningtonita i talc.